# Владыкин, Валерий Николаевич
Валерий Николаевич Владыкин (род. 3 октября 1959) — глава города Кирова. Заместитель Председателя Кировской городской Думы. Депутат Кировской городской думы III и IV созывов.

## Биография
Родился в Кандалакше Мурманской области 3 октября 1959 года. В 1983 году окончил Ижевский медицинский институт по специальности «Врач-лечебник». Майор медицинской службы запаса. С 1983 по 1984 год проходил службу в интернатуре по специальности «Хирургия» в медико-санитарной части (МСЧ) КМПО им. XX партсъезда.
С 1984 по 2004 год — врач-хирург хирургического отделения МСЧ КЭМПО им. Лепсе (ныне — Кировское областное государственное бюджетное учреждение здравоохранения (КОГБУЗ) «Кировская городская клиническая больница № 6 «Лепсе»). С 2004 по 2006 год — заместитель главного врача по хирургии Северной городской клинической больницы. С 2006 по март 2012 года — главный врач Кировской городской клинической больницы № 6 «Лепсе».
С марта 2012 года — депутат, заместитель Председателя Кировской городской Думы V созыва.

## Награды
- Лучший хирург Кировской области (2002)[3].
- Почётная грамота Министерства здравоохранения и социального развития РФ[3].